# Glitter (serie televisiva)
Glitter  è una serie televisiva statunitense in 14 episodi trasmessi per la prima volta nel corso di una sola stagione dal 1984 al 1985.
È una serie del genere drammatico incentrata sulle vicende della redazione del Glitter, un settimanale di gossip. Ogni episodio è caratterizzato dalla presenza di un personaggio famoso, come Ginger Rogers e Cyd Charisse. Glitter non fu un successo: i primi tre episodi andarono in onda nel settembre del 1984 sulla ABC, poi la serie fu congelata e altri episodi non andarono in onda fino al dicembre del 1984. I restanti otto episodi furono trasmessi solo nel mese di dicembre del 1985 a tarda notte.

## Personaggi e interpreti
- Sam Dillon (14 episodi, 1984-1985), interpretato da	David Birney.
- Kate Simpson (14 episodi, 1984-1985), interpretata da	Morgan Brittany.
- Charles Hardwick (14 episodi, 1984-1985), interpretato da	Arthur Hill.
- Clive Richlin (14 episodi, 1984-1985), interpretato da	Arte Johnson.
- Pete Bozak (14 episodi, 1984-1985), interpretato da	Christopher Mayer.
- Chip Craddock (14 episodi, 1984-1985), interpretato da	Timothy Patrick Murphy.
- Angela Timini (14 episodi, 1984-1985), interpretata da	Tracy Nelson.
- Shelley Sealy (14 episodi, 1984-1985), interpretata da	Barbara Sharma.
- Terry Randolph (13 episodi, 1984-1985), interpretata da	Melinda Culea.
- Earl Tobin (13 episodi, 1984-1985), interpretato da	Dorian Harewood.
- Jennifer Douglas (13 episodi, 1984-1985), interpretata da	Dianne Kay.

## Produzione
La serie, ideata da Aaron Spelling, fu prodotta da Aaron Spelling Productions e girata negli studios della Warner Brothers a Burbank e a Los Angeles in California. Le musiche furono composte da Lalo Schifrin.

### Registi
Tra i registi della serie sono accreditati:
- Gabrielle Beaumont (2 episodi, 1984-1985)
- Alan Rafkin (2 episodi, 1984-1985)

## Distribuzione
La serie fu trasmessa negli Stati Uniti dal 1984 al 1985 sulla rete televisiva ABC. In Italia è stata trasmessa con il titolo Glitter.
Alcune delle uscite internazionali sono state:
- negli Stati Uniti il 13 settembre 1984 (Glitter)
- in Spagna (Glitter)
- in Francia (Chasseurs de Scoops)
- in Italia (Glitter)

## Episodi
| Stagione       | Episodi | Prima TV USA |
| -------------- | ------- | ------------ |
| Prima stagione | 14      | 1984-1985    |